# Hyperalgesie
Hyperalgesie is een verhoogde gevoeligheid voor pijn. Het is niet hetzelfde als allodynie, een pijnreactie bij prikkels die normaliter niet pijnlijk zijn, zoals aanraking. Het tegengestelde, een verminderde pijngevoeligheid, wordt hypoalgesie genoemd. Tijdelijke overgevoeligheid voor pijn kan zich onder andere voordoen bij een infectie. Het kan veroorzaakt worden door schade aan de nocireceptoren of het perifere zenuwstelsel.

## Neuropathie
Hyperalgesie kan voorkomen in combinatie met andere neuropathieën.

## Verband met opiaten
Als gevolg van (langdurig) opiatengebruik kan er ook een gegeneraliseerde overgevoeligheid voor pijnprikkels optreden.